# Tram ATAC serie 9100
I tram serie 9100 dell'ATAC di Roma sono una serie di vetture tranviarie articolate, bidirezionali, a pianale parzialmente ribassato.

## Storia
Nel 1995 l'ATAC di Roma bandì una gara d'appalto per la costruzione di 60 vetture tranviarie bidirezionali a pianale parzialmente ribassato, in seguito ridotte a 28.
La gara fu vinta dalla Fiat Ferroviaria, che ricevette l'ordinazione il 1º agosto 1996 e ne consegnò la prima unità il 28 ottobre 1997.
Dopo un periodo di prove, le prime vetture entrarono in servizio regolare nel settembre 1998, anche sulla nuova linea 8 attivata pochi mesi prima.
La costruzione delle 28 vetture, rallentata da un ricorso al TAR che contestava l'esito della gara d'appalto, fu completata alla fine del 1999.
I nuovi tram presero servizio nel corso dell'autunno 1999, inizialmente sulla linea 8, e poi anche sulla 19.
Negli anni successivi hanno iniziato ad alternarsi con i mezzi della serie 9200, soprattutto sull'8, comparendo però sempre più spesso anche sulle altre linee. 
Dal 2010 si ripartiscono soprattutto fra le linee 2, 3 e 8 (talvolta anche sul 5 e 14).
La vettura 9102 rimase seriamente danneggiata in un incidente avvenuto il 1º Marzo 2001 al capolinea del Casaletto, a seguito del quale fu demolita.

## Caratteristiche
Si tratta di vetture articolate con due carrelli motori d'estremità e due carrelli portanti a ruote indipendenti, che sostengono due carrozzini centrali.
Il pianale è ribassato a 350 mm sul piano del ferro, eccettuate le zone d'estremità, sopra i carrelli motori, dove tale valore sale a 880 mm.
I veicoli sono progettati come evoluzione della serie 5000 dell'ATM di Torino, dalla quale si distinguono per la presenza di una cassa centrale sospesa e per i carrelli portanti che sostengono due carrozzini anziché una giostra.
I tram furono progettati e costruiti dalla Fiat Ferroviaria, con equipaggiamento elettrico della Elettromeccanica Parizzi. Le casse sono in lega leggera.
L'equipaggiamento di trazione si compone di 4 motori trifasi asincroni e frenatura elettrica ad inverter.

## Livree
I tram serie 9100 esordirono con una livrea a 2 toni di verde, ispirata a quella classica in vigore fino agli anni '70, e arricchita da due filetti giallo e rosso richiamanti i colori della città.
Dalla fine degli anni 2000 hanno ricevuto una colorazione grigio argento e verde.